# Independence de Philadelphie
Maillots
Dernière mise à jour : 25 octobre 2010.
L'Independence de Philadelphie (Philadelphia Independence en anglais) est un club franchisé de soccer féminin professionnel américain basé dans la banlieue de Philadelphie, à Chester dans l'état de Pennsylvanie. 
Le club est codétenu et exploité par Team Dynamics et LLC, représentés par l'américain David Halstead, et l'équipe est entraînée par l'anglais Paul Riley depuis 2009. Elle participe également au championnat de la Women's Professional Soccer depuis 2010, et joue ses matchs au John A. Farrell Stadium.

## Palmarès
- Play-offs de la Women's Professional Soccer :
  - Finaliste (1) : 2010

## Histoire
Le 17 mars 2009, la Women's Professional Soccer annonce officiellement qu'une franchise allait voir le jour à Philadelphie comme équipe d'expansion en 2010, et devient par la même occasion le huitième membre de la WPS. Le 7 avril, l'anglais Paul Riley est nommé premier entraîneur de l'histoire du club.
Le 4 juillet 2009, commémorant le Jour de l'indépendance aux États-Unis, le nom officiel de Philadelphia Independence, en référence à la déclaration d'indépendance des États-Unis, le logo ainsi que les couleurs du clubs sont révélés au Franklin Institute de Philadelphie. La nouvelle franchise succède à l'ancien Philadelphia Charge (où évolua l'ancienne internationale française Marinette Pichon entre 2002 et l'automne 2003), qui a participé au défunt championnat de la Women's United Soccer Association.
Le 15 septembre 2009, lors du draft d'expansion organisé par la WPS, constitué uniquement de joueuses américaines, 7 joueuses dont Jen Buczkowski, Nikki Krzysik et Lori Lindsey ont vu leurs droits alloués à la franchise et sont donc les premières à défendre les couleurs du club. La semaine suivante, lors du draft international, la suédoise Caroline Seger, l'islandaise Hólmfrídur Magnúsdóttir et l'anglaise Lianne Sanderson le rejoignent par la suite.

## Parcours en Women's Professional Soccer

### Saison 2010

#### Saison régulière
L'Independence joue le premier match de championnat de son histoire le 11 avril 2010 à domicile au John A. Farrell Stadium de West Chester, en Pennsylvanie, contre l'autre nouvelle franchise d'Atlanta Beat, également accueillie pour cette saison. La rencontre se déroule devant 6 028 spectateurs, pour un résultat finalement nul et vierge.
La franchise réalise une toute première saison régulière à une honorable troisième place, qualificative pour le premier tour des play-offs, laissant échapper de peu la deuxième place obtenue par les Boston Breakers, avec 4 défaites d'afillée lors des 4 derniers matchs. Elle remporte 10 victoires pour autant de défaites obtenues, réalise le score de parité à 4 reprises sur un total de 24 rencontres, cumulant 34 points à la fin de la première phase du championnat. L'équipe termine avec 2 points de retard sur la franchise de Boston et avec 3 points d'avance sur Washington Freedom.

#### Play-offs et finale du Championnat WPS
Le 19 septembre 2010, lors du premier tour des play-offs, l'Independence reçoit à domicile le quatrième de la saison régulière, Washington Freedom. Les locales s'imposent de justesse à la dernière minute des prolongations, sur un but d'Amy Rodriguez sur une passe décisive de Tina DiMartino.
Le 23 septembre 2010, lors de la demi-finale des play-offs, l'équipe se déplace sur le terrain des Boston Breakers, deuxième de la saison régulière. Après un score nul de 1-1 à la fin du temps réglementaire, Lauren Cheney inscrivant à la 22e minute le but pour Boston sur une passe de Kristine Lilly, Caroline Seger égalisant 7 minutes plus tard sur une passe décisive d'Amy Rodriguez, les joueuses de Philadelphie marquent la 103e minute des prolongations par une réalisation de Danesha Adams, sur une nouvelle passe de Tina DiMartino.
Le 26 septembre 2010, lors de la finale du championnat, la franchise se déplace une dernière fois sur le terrain de Gold Pride, champion de la saison régulière, au Pioneer Stadium à Hayward en Californie, devant 5 228 spectateurs. Mais cette fois-ci, l'équipe s'incline lourdement 4-0 après un doublé de Christine Sinclair aux 16e et 53e minutes, puis par Kandace Wilson (qui sera passeuse décisive sur le dernier but) à la 28e et une dernière réalisation de Marta, passeuse décisive sur les deux précédents buts, pendant le temps additionnel.